# Metcalfiella pertusa
Metcalfiella pertusa är en insektsart som beskrevs av Ernst Friedrich Germar. Metcalfiella pertusa ingår i släktet Metcalfiella och familjen hornstritar. Inga underarter finns listade i Catalogue of Life.